# اریسیفی
اریسیفی (به انگلیسی: Erysiphe) سرده‌ای از قارچ‌ها است که متعلق به خانوادهٔ اریسی‌فیسیا است. بسیاری از گونه‌های این سرده عامل بیماری‌زای گیاهی هستند و بیماری سفیدک پودری یا سفیدک سطحی را به وجود می‌آورند.